# Biriani

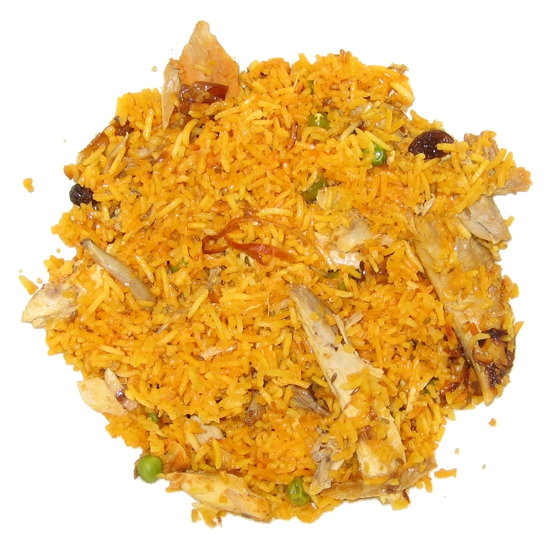
Birmańskie biriani

Biriani, biryani (urdu ‏بریانی‎, dewanagari: बिरयानी) – klasyczne danie kuchni indyjskiej, a ściślej mówiąc tzw. kuchni mogolskiej, typowej zwłaszcza dla północnych terenów Indii. Nazwa pochodzi od perskiego słowa beryā(n) (‏بریان‎), oznaczającego „pieczony”. Zasadniczo polega na zapiekaniu w szczelnie zamkniętym garnku na przemian ułożonych warstw ryżu i mięsa, z dodatkiem różnych kombinacji przypraw. W zależności od regionu lub miasta wytworzyły się różne style przyrządzania.